# El Carmen (Las Cabras)
El Carmen es una localidad chilena perteneciente a la comuna de Las Cabras, provincia de Cachapoal, en la región de O'Higgins. La localidad colinda con la Carretera de la Fruta.
Cuenta con una población de aproximadamente 900 personas que viven en el sector y en los sectores rurales. En el verano hay una gran cantidad de turismo gracias al Lago Rapel, por ser uno de los lugares por donde transitan frecuentemente los turistas para entrar o salir de la Circunvalación del Lago Rapel hacía la zona urbana de Las Cabras. Los principales sectores económicos de la comuna están asociados a la actividad agrícola, pero en el mes de diciembre del 2013, el Gobierno de Chile declaró al Lago Rapel como Zona de Interés Turístico (ZOIT), donde la principal actividad es el Turismo.
Esta localidad dispone de una posta y de un establecimiento educacional administrado por la Ilustre Municipalidad de Las Cabras. Está cercana a otras localidades, como Llallauquén y Santa Julia.